# Dame Judi Dench (Rose)
Die Rosensorte ‘Dame Judi Dench’ (syn. ‘AUSquaker’) ist eine intensiv apricotorange gefärbte, öfterblühende Strauchrose, die von dem britischen Rosenzüchter David C. H. Austin gezüchtet und im Jahr 2017 in Großbritannien eingeführt wurde. Die Rose gehört zur Moschata-Hybride-Untergruppe der Englischen Rosen. Die Rose wurde der englischen Schauspielerin Judi Dench auf der Chelsea Flower Show im Mai 2017 gewidmet.

## Ausbildung
Die dichte, aufrecht wachsende Rose ‘Dame Judi Dench’ bildet einen kompakten kräftigen Strauch mit überhängenden Trieben aus. Die Rosenpflanze wird in unseren Breitengraden etwa 125 cm hoch und etwa 125 cm breit.
Die einzeln, mitunter auch in kleinen Büscheln angeordneten Blüten aus 40 bis 76 gerüschten Petalen bilden eine große Blüte aus, die sich allmählich zu einer schalenförmigen Rosette öffnet. Die locker gefüllten Blüten sind 10 bis 12 cm groß und ausgesprochen regenresistent. Die Rose ‘Dame Judi Dench’ ist durch eine für Englische Rosen ungewöhnlich kräftige Farbe gekennzeichnet. Die jungen Knospen erscheinen mit rotgefärbten Spitzen, die sich später zu einer apricotorangefarbenden flachen Blütenrosette mit einem Knopfauge öffnen. An den Blütenrändern verblasst die Farbe zu einem hellen cremeapricot. Die Rose besitzt dunkelgrünes, glänzendes Laub.
Die Rose zeichnet sich durch einen leichten, frischen Teerosenduft mit Gurken- und Kiwi-Noten aus. Die remontierende Rosensorte ist winterhart (USDA-Klimazone 6b bis 9b). Sie blüht an zahlreichen Seitentrieben anhaltend vom Sommer bis in den Herbst. Sie ist resistent gegenüber den bekannten Rosenkrankheiten und ausgesprochen regentolerant. Sie verträgt alle Bodenarten und gedeiht in praller Sonne und im Halbschatten.
Die kräftig gefärbte Rose eignet sich als Kontrastbepflanzung von Blumenrabatten, Bauerngärten und als Solitärstrauch. Die Rose ‘Dame Judi Dench’ findet auch in der Floristik Verwendung.
Die Rosensorte wird in zahlreichen Gärten der Welt, unter anderem im National Trust Garden of Anglesey Abbey und im Internationalen Rose Test Garden, Portland (Oregon) gezeigt.

## Züchtung

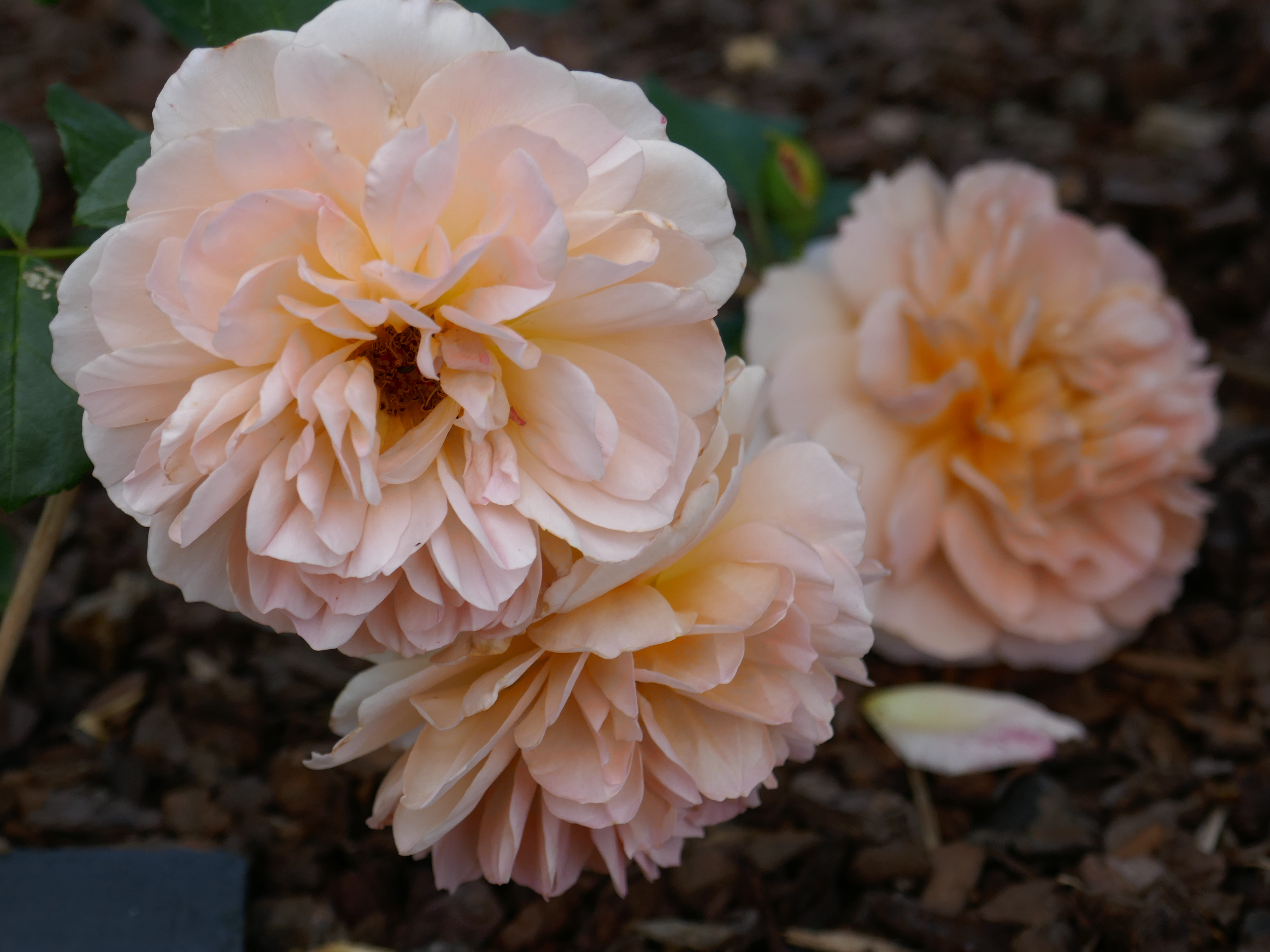
Geöffnete Blütenrosette mit Knopfauge

Im Jahr 2009 wählte David Austin als Elternsorte einen unbenannten Sämling einer cremefarbenen Hybride mit einer schalenförmigen Blüte und aufrechten Wuchs als Mutter und einen unbenannten Sämling einer apricot-pinkfarbenen Hybride als Vater aus. Die so erzeugten Samen wurden im Januar 2010 ausgesät. Aus dieser Sämlingspopulation wurde ein Keimling auserwählt, aus dem acht Knospen auf einen Rosa canina ‘Laxa’-Wurzelstock gepfropft wurden. Der als ‘AUSquaker’ benannte Sämling wurde weiter getestet und 2011 für die weitere Vervielfältigung ausgewählt.

## Namensgebung
Die Rose wurde nach der englischen Schauspielerin Dame Judi Dench CH, DBE, FRSA benannt und ihr am 22. Mai 2017 auf der Chelsea Flower Show gewidmet.